# Иотта-
Иотта- (русское обозначение: И; международное: Y) — приставка в Международной системе единиц (СИ), обозначающая умножение основной единицы измерения на 1024 (септиллион, 1 000 000 000 000 000 000 000 000). Например, 1 иоттаметр — это 1024 метров.
Принята XIX Генеральной конференцией по мерам и весам в 1991 году. Являлась самой большой из приставок до 2022 года, когда в СИ были добавлены приставки ронна- (обозначающая умножение на 1027) и кветта- (на 1030).
Примеры:
- масса Луны — 73,46 Иг[5].
- полная мощность, излучаемая Солнцем, — 382,8 ИВт[6]
- диаметр Ланиакеи — около 5 Им.